# Hassania Agadir
Hassania Agadir is een Marokkaanse voetbalclub, gevestigd in Agadir. De club komt uit in de Botola Pro, het hoogste niveau in Marokko. De club werd in 1946 opgericht en speelt zijn thuiswedstrijden het Adrar Stadium.
Hassania Agadir won tweemaal de Botola Pro, en éénmaal de Botola 2.

## Prestaties op internationale toernooien
- CAF Champions League: 2 Optredens

2003 - Tweede Ronde
2004 - Tweede Ronde
- CAF Confederation Cup: 2 Optredens

2007 - Tweede Ronde
2019 - Kwartfinale

## Erelijst
- Botola Pro
  - Landskampioen: 2002, 2003
- Botola 2
  - Kampioen: 1996
- Moroccan Throne Cup
  - Finalist: 1963, 2006

## Ex-Trainers
- Ion Oblemenco (1996)
- Marcel Pigulea (1996–1997)
- Mohamed Fakhir (2002–03)
- Aurel Țicleanu (2004)
- Eugen Moldovan (2005–06)
- Miguel Angel Gamondi (2007)
- Azzedine Aït Djoudi (2007–08)
- Eugen Moldovan (2008–09)
- Jean-François Jodar (2009-2011)
- Hubert Velud (2011)
- Mustapha Madih (2011)

Hassania Agadir · Chabab Rif Al Hoceima · Renaissance de Berkane · Racing de Casablanca · Raja Casablanca · Wydad Casablanca · Difaa El Jadida · CA Khénifra · Olympique Khouribga · Kawkab Marrakech · Rapide Oued Zem · FAR Rabat · FUS de Rabat · Olympique Safi · Ittihad Tanger · Moghreb Athletic Tétouan